# Aleksander Grajf
Aleksander Grajf dit Sašo Grajf, né le 25 juin 1965 à Maribor, est un fondeur et biathlète slovène. Il participe à cinq éditions des Jeux olympiques d'hiver, en 1984 et 1988 en ski de fond et en 1992, 1998 et 2002 en biathlon.

## Biographie

### Carrière en biathlon
Dans la Coupe du monde de biathlon, il fait ses débuts en 1989-1989, se classant treizième sur sa deuxième course déjà. Il figure dans le top à partir de 1991, où il est notamment huitième du sprint des Championnats du monde 1991. Juste avant de participer à ses troisièmes Jeux olympiques à Albertville, il prend la quatrième place du sprint à Oslo et monte sur un podium en relais à Fagernes.
Il obtient un deuxième podium en relais en 2003 à Antholz, peu avant de se retirer du biathlon.

## Résultats aux Jeux olympiques
Lors de sa première participation aux Jeux en 1984, il termine 48e du 15 kilomètres. Quatre ans plus tard à Calgary, il termine 44e du 15 kilomètres, 53e du 30 kilomètres et 52e du 50 kilomètres.
À Albertville en 1992, il concourt désormais en biathlon, obtenant une 33e place lors du sprint, une 24e dans l'individuel et une 20e place lors du relais. À Nagano, en 1998, il termine 40e du sprint, 25e de l'individuel et 12e du relais. Enfin, lors de sa dernière participation en 2002, il termine 59e du sprint, 46e de la poursuite et 10e du relais.

## Palmarès

### Championnats du monde de biathlon
| Épreuve / Édition                      | individuel                       | Sprint                           | Poursuite                        | Départ en masse                  | Relais                           | Course par équipes               |
| Mondiaux 1989 Feistritz                | 18e                              | 23e                              | Épreuve inexistante à cette date | Épreuve inexistante à cette date | 12e                              | 16e                              |
| Mondiaux 1990 Kontiolahti/ Minsk/ Oslo | 24e                              | 18e                              | Épreuve inexistante à cette date | Épreuve inexistante à cette date | 8e                               | 10e                              |
| Mondiaux 1991 Lahti                    | 14e                              | 8e                               | Épreuve inexistante à cette date | Épreuve inexistante à cette date | 11e                              | 11e                              |
| Mondiaux 1993 Borovets                 | 72e                              | 42e                              | Épreuve inexistante à cette date | Épreuve inexistante à cette date | 13e                              | -                                |
| Mondiaux 1998 Pokljuka Hochfilzen      | Épreuve inexistante à cette date | Épreuve inexistante à cette date | 29e                              | Épreuve inexistante à cette date | Épreuve inexistante à cette date | 9e                               |
| Mondiaux 1999 Kontiolahti Oslo         | Abandon                          | -                                | -                                | -                                | 7e                               | Épreuve inexistante à cette date |
| Mondiaux 2001 Pokljuka                 | 36e                              | 14e                              | 29e                              | 21e                              | 7e                               | Épreuve inexistante à cette date |

Légende :

 : épreuve inexistante à cette date

— : pas de participation à cette épreuve

### Coupe du monde de biathlon
- Meilleur classement général : 47e en 1998.
- Meilleur résultat individuel : 4e.
- 2 podiums en relais : 2 troisièmes places.